# 北海道道833号俣落西五条線
北海道道833号俣落西五条線（ほっかいどうどう833ごう またおちにしごじょうせん）は、北海道標津郡中標津町内を結ぶ一般道道である。

## 概要

### 路線データ
- 起点：北海道標津郡中標津町俣落（北海道道150号摩周湖中標津線交点）
- 終点：北海道標津郡中標津町桜ヶ丘（国道272号交点）
- 総距離：13.8 km

## 歴史
- 1974年（昭和49年）3月31日 - 路線認定[1]。

## 地理

### 通過する自治体
- 根室振興局
  - 標津郡中標津町

### 主な接続道路
中標津町
- 北海道道150号摩周湖中標津線 - 俣落（起点）
- 北海道道775号上武佐計根別停車場線 - 俣落
- 北海道道13号中標津標茶線 - 西五条北1
- 国道272号 - 桜ヶ丘（終点）